# Garissa (hrabstwo)
Garissa – hrabstwo w Kenii, na obszarze dawnej Prowincji Północno-Wschodniej. Jego stolicą i największym miastem jest Garissa. Liczy 841,4 tys. mieszkańców.  Szacuje się, że ok. 70% mieszkańców hrabstwa to kenijscy Somalowie. W 2016 roku w obozach dla uchodźców w Dadaab znajdowało się ponad 260 tys. uchodźców z Somalii.
Garissa graniczy z Republiką Somalii od wschodu, oraz z hrabstwami: Lamu od południa, Tana River od zachodu, Isiolo na północnym zachodzie i Wajir na północy. 

## Gospodarka
Krajobraz hrabstwa Garissa jest w większości suchy - pustynny, a mieszkańcy to głównie koczownicy. Mimo że dookoła jest mało wody znaczna część gospodarki opiera się na hodowli bydła. Skutkiem takiego stanu rzeczy są częste konflikty o dostęp do wody i pastwisk. W mniejszym stopniu obecna jest także hodowla kóz, owiec, a nawet wielbłądów. 
Tylko 1,5% ludności hrabstwa Garissa ma dostęp do energii elektrycznej.

## Religia
Struktura religijna w 2019 roku wg Spisu Powszechnego:
- islam – 97,6%
- katolicyzm – 0,95%
- protestantyzm – 0,6%
- pozostali chrześcijanie – 0,67%
- hinduizm – 0,06%
- pozostali – 0,1%.